# Ornithidium pendulum
Ornithidium pendulum är en orkidéart som först beskrevs av Eduard Friedrich Poeppig och Stephan Ladislaus Endlicher, och fick sitt nu gällande namn av Célestin Alfred Cogniaux. Ornithidium pendulum ingår i släktet Ornithidium och familjen orkidéer. Inga underarter finns listade i Catalogue of Life.